# Пати-Денчё, Бланка
Бла́нка Па́ти-Де́нчё (венг. Blanka Páthy-Dencső, урождённая Бла́нка Де́нчё, венг. Blanka Dencső; род. 3 июля 1980) — венгерская кёрлингистка и тренер по кёрлингу.

## Достижения
- Чемпионат Венгрии по кёрлингу среди женщин: золото (2012, 2013).
- Чемпионат Венгрии по кёрлингу среди смешанных команд: золото (2017).
- Чемпионат Венгрии по кёрлингу среди смешанных пар: бронза (2017).

## Команды
| Сезон                                               | Четвёртый         | Третий            | Второй            | Первый            | Запасной                                 | Турниры                         |
| --------------------------------------------------- | ----------------- | ----------------- | ----------------- | ----------------- | ---------------------------------------- | ------------------------------- |
| 2011—12                                             | Ильдико Секереш   | Александра Береш  | Агнеш Патонай     | Богларка Адам     | Бланка Пати-Денчё                        | ЧЕ 2011 (11 место) · ЧВЖ 2012   |
| 2012—13                                             | Ильдико Секереш   | Александра Береш  | Агнеш Патонай     | Богларка Адам     | Бланка Пати-Денчё тренер: Gyöngyi Nagy   | ЧЕ 2012 (9 место) · ЧВЖ 2013    |
| 2013—14                                             | Ильдико Секереш   | Агнеш Патонай     | Бланка Пати-Денчё | Агнеш Сентаннай   | Александра Береш тренер: Оле Ингвальдсен | ЧЕ 2013 (16 место)              |
| 2014—15                                             | Ильдико Секереш   | Александра Береш  | Gyöngyi Nagy      | Бланка Пати-Денчё | Агнеш Сентаннай                          |                                 |
| Кёрлинг среди смешанных команд (mixed curling)      |                   |                   |                   |                   |                                          |                                 |
| 2017                                                | Gergely Szabó     | Бланка Пати-Денчё | Dávid Balázs      | Orsolya Csősz     |                                          | ЧВСК 2017 · ЧМСК 2017 (9 место) |
| 2019—20                                             | Дьёрдь Надь       | Ильдико Секереш   | Gergely Szabo     | Бланка Пати       | тренер: Karen Watson                     | ЧМСК 2019 (5 место)             |
| Кёрлинг среди смешанных пар (mixed doubles curling) |                   |                   |                   |                   |                                          |                                 |
| 2016                                                | Бланка Пати-Денчё | Gergely Szabó     |                   |                   |                                          | ЧВСП 2016 (4 место)             |
| 2017                                                | Бланка Денчё      | Gergely Szabó     |                   |                   |                                          | ЧВСП 2017                       |

(скипы выделены полужирным шрифтом)

## Результаты как тренера национальных сборных
| Год  | Турнир                                              | Сборная              | Место |
| ---- | --------------------------------------------------- | -------------------- | ----- |
| 2022 | Чемпионат мира по кёрлингу среди смешанных пар 2022 | Венгрия (смеш. пара) | 10    |